# Munidopsis comarge
Munidopsis comarge is een tienpotigensoort uit de familie van de Munidopsidae. De wetenschappelijke naam van de soort is voor het eerst geldig gepubliceerd in 2010 door Taylor, Ahyong & Andreakis.